# Baiasca
Baiasca es una localidad perteneciente al municipio de Llavorsí, en la provincia de Lérida, comunidad autónoma de Cataluña, España. En 2019 contaba con 19 habitantes.